# Boarmia infuscatissima
Boarmia infuscatissima là một loài bướm đêm trong họ Geometridae.